# Jalu
Jalu (čínsky znaky 鸭绿江) nebo též Amnok či Amnokkang (korejsky 압록강, hanča 鴨綠江) je řeka, která teče převážně po hranicích Severní Koreje s ČLR (Ťi-lin, Liao-ning). Je 813 km dlouhá. Povodí má rozlohu 63 000 km².

## Etymologie
Čínské jméno pochází z mandžuského výrazu hranice mezi dvěma poli a korejské jméno je obsahově totožné.

## Průběh toku
Pramení na svazích vulkánu Pektusan a protéká jižní částí stejnojmenné vysočiny a západními výběžky Mandžusko-korejských hor v hluboké soutěsce. Ústí do Západokorejského zálivu Žlutého moře, přičemž vytváří estuár. Po celé své délce tvoří čínsko-severokorejskou hranici. Oba státy mají územní spor o průběh hranice v řece a některé říční ostrovy.

## Vodní režim
Zdrojem vody jsou dešťové srážky. Ke zvýšení hladiny dochází v létě. V zimě zamrzá. Průměrný průtok vody činí přibližně 900 m³/s.

## Využití
Na řece byly vybudovány přehradní nádrže a vodní elektrárny Unbon a Supchun (KLDR). Vodní doprava je možná k městu Hjesan, pro námořní lodě k městu Tan-tung. Na řece leží města Hjesan, Sinuidžu (KLDR), Lin-ťien, Tan-tung (ČLR).

## Historie
V době rusko-japonské války v letech 1904 až 1905 na řece došlo dne 1. května 1904 k prvnímu vojenskému střetu na pevnině bitvě na řece Jalu.